# Списак епизода серије Округ Оринџ

Округ Оринџ (енгл. The O.C.) америчка је тинејџерско-драмска телевизијска серија.  Серију је емитовао Fox од 5. августа 2003. до 22. фебруара 2007. године. Назив је добила по округу Оринџ, месту у јужној Калифорнији у којој је серија и смештена. У Србији је емитована на телевизијама Пинк (2005—2007, под називом Округ Оранж) и Б92 (2013). Целокупну серију објавио је HBO Max 11. маја 2022. године.

## Преглед серије
| Сезона | Сезона | Епизоде | Епизоде | Оригинално емитовање | Оригинално емитовање |
| Сезона | Сезона | Епизоде | Епизоде | Премијера            | Финале               |
| ------ | ------ | ------- | ------- | -------------------- | -------------------- |
|        | 1.     | 27      | 27      | 5. август 2003.      | 5. мај 2004.         |
|        | 2.     | 24      | 24      | 4. новембар 2004.    | 19. мај 2005.        |
|        | 3.     | 25      | 25      | 8. септембар 2005.   | 18. мај 2006.        |
|        | 4.     | 16      | 16      | 2. новембар 2006.    | 22. фебруар 2007.    |

## Гледаност
| Сезона | Сезона | Број епизоде | Број епизоде | Број епизоде | Број епизоде | Број епизоде | Број епизоде | Број епизоде | Број епизоде | Број епизоде | Број епизоде | Број епизоде | Број епизоде | Број епизоде | Број епизоде | Број епизоде | Број епизоде | Број епизоде | Број епизоде | Број епизоде | Број епизоде | Број епизоде | Број епизоде | Број епизоде | Број епизоде | Број епизоде | Број епизоде | Број епизоде |
| Сезона | Сезона | 1            | 2            | 3            | 4            | 5            | 6            | 7            | 8            | 9            | 10           | 11           | 12           | 13           | 14           | 15           | 16           | 17           | 18           | 19           | 20           | 21           | 22           | 23           | 24           | 25           | 26           | 27           |
| ------ | ------ | ------------ | ------------ | ------------ | ------------ | ------------ | ------------ | ------------ | ------------ | ------------ | ------------ | ------------ | ------------ | ------------ | ------------ | ------------ | ------------ | ------------ | ------------ | ------------ | ------------ | ------------ | ------------ | ------------ | ------------ | ------------ | ------------ | ------------ |
|        | 1      | 7,46         | 7,86         | 7,96         | 8,65         | 9,13         | 9,09         | 8,77         | 9,27         | 7,52         | 8,28         | 9,03         | 7,02         | 9,27         | 7,99         | 9,37         | 8,57         | 12,72        | 12,70        | 10,95        | 9,56         | 10,27        | 11,09        | 11,37        | 10,49        | 10,13        | 10,52        | 10,72        |
|        | 2      | 8,56         | 8,08         | 7,42         | 6,51         | 6,36         | 6,36         | 7,95         | 7,86         | 8,20         | 8,41         | 7,25         | 8,15         | 7,80         | 7,23         | 7,66         | 7,55         | 8,60         | 6,80         | 7,05         | 7,05         | 6,77         | 7,20         | 6,12         | 7,63         | Н/Д          | Н/Д          | Н/Д          |
|        | 3      | 7,50         | 6,22         | 6,45         | 6,56         | 6,65         | 5,76         | 6,20         | 5,90         | 5,88         | 6,22         | 5,13         | 5,36         | 5,70         | 5,70         | 5,25         | 7,36         | 5,40         | 5,36         | 5,50         | 5,06         | 4,33         | 5,36         | 5,41         | 5,10         | 6,40         | Н/Д          | Н/Д          |
|        | 4      | 3,39         | 3,54         | 3,73         | 3,77         | 3,67         | 3,82         | 4,30         | 4,15         | 3,93         | 3,83         | 3,96         | 3,57         | 3,82         | 3,58         | 3,65         | 6,59         | Н/Д          | Н/Д          | Н/Д          | Н/Д          | Н/Д          | Н/Д          | Н/Д          | Н/Д          | Н/Д          | Н/Д          | Н/Д          |